# 1350

## Události
- morová nákaza v Čechách
- masakr chebských Židů

## Narození
Česko
- 17. ledna – Václav Lucemburský, syn českého krále Karla IV. († 28. prosince 1351)
- ? – Mikuláš z Kadaně, český hodinář, autor Staroměstského orloje v Praze († 1419)
- ? – Smil Flaška z Pardubic, český šlechtic, spisovatel († 13. srpna 1403)
- ? – Matěj z Janova, církevní reformátor a spisovatel († 30. listopadu 1393)

Svět
- 23. ledna – Vincent Ferrer, španělský dominikánský mnich a světec († 5. dubna 1419)
- 13. dubna – Markéta III. Flanderská, flanderská hraběnka, manželka Filipa II. Burgundského († 16. března 1405)
- 27. června – Manuel II. Palaiologos, byzantský císař († 21. července 1425)
- 12. října – Dmitrij Donský, veliký kníže moskevský († 19. května 1389)
- 27. prosince – Jan I. Lovec, aragonský král († 19. května 1396)
- ? – Anabella Drummondová, manželka Roberta III. Skotského, skotská královna († 1401)
- ? – Alice FitzAlan, hraběnka z Kentu, anglická šlechtična († 17. března 1416)
- ? – Uberto Decembrio, italský humanista, politik a spisovatel († 1427)
- ? – Eleonora Teles de Menezes, portugalská královna, manželka Ferdinanda I. († 27. dubna 1386)
- ? – Miloš Obilić, srbský středověký rytíř († červen 1389)
- ? – Kao Ping, čínský literární kritik a básník († 1423)
- ? – Khäčhog Wangpo, tibetský buddhistický meditační mistr († 1405)
- ? – Melchior Broederlam, vlámský malíř († ? 1410)

#### Pravděpodobně narození
- Tomáš Holland, 2. hrabě z Kentu, anglický šlechtic a rádce krále Richarda II. († 20. dubna 1397) – další možností je narození v roce 1354

## Úmrtí
- 26. března – Alfons XI. Kastilský, král kastilský (* 13. srpna 1311)
- květen – Pedro Afonso, hrabě z Barcelosu, nelegitimní syn portugalského krále Dinise I. (* před 1289)
- 22. srpna – Filip VI. Francouzský, francouzský král (* 1293)

## Hlavy státu
- České království – Karel IV.
- Moravské markrabství – Jan Jindřich
- Svatá říše římská – Karel IV.
- Papež – Klement VI.
- Anglické království – Eduard III.
- Francouzské království – Filip VI. Francouzský – Jan II.
- Polské království – Kazimír III. Veliký
- Uherské království – Ludvík I. Uherský
- Lucemburské hrabství – Karel IV.
- Byzantská říše – Jan V. Palaiologos a Jan VI. Kantakuzenos (spoluvládce)